# 南康之战
南康之战，隋文帝开皇九年（589年），隋灭陳之战后期，隋朝柱国韦洸等为平定岭南，率军在南康（今江西赣州）等地，击败南陈豫章太守徐璒的作战。
589年二月，陈朝灭亡后，岭南数郡共推高凉郡（治今广东阳江西）太夫人洗氏为主，保境拒守。韦洸等奉隋文帝诏命安抚岭南。晋王杨广也派后主陈叔宝以手书召谕洗夫人归顺隋朝。陈豫章郡太守徐璒在南康抗命。韦洸遂派开府吕昂、长史冯世基率兵相继出发。军至南康城下，徐璒诈降，并在当夜率所部二千人袭击吕昂。吕昂与冯世基两军配合，击斩徐璒，进入广州。洗夫人派其孙冯魂率众迎接，表示归隋。经韦洸等劝谕，岭南二十四州全部平定。